# Avro 618
Die Avro 618 Ten war ein dreimotoriges Passagier- und Transportflugzeug des britischen Herstellers Avro aus den späten 1920er-Jahren.
Es war ein lizenzierter Nachbau der niederländischen Fokker F.VII/b3m. Die Bezeichnung Ten (englisch für Zehn) bezieht sich auf die Kapazität des Flugzeugs, acht Passagiere und zwei Besatzungsmitglieder.

## Geschichte
Im Jahre 1928 besichtigten Avro-Techniker das Werk des niederländischen Flugzeugherstellers Fokker. Dieser Besuch führte zu einer Kooperation zwischen Avro und Fokker und einem Lizenzbau der Fokker F.VII/b3m, einem dreimotorigen Hochdecker. Die Lizenzvereinbarung erlaubte Avro den Verkauf der Maschinen im gesamten britischen Empire, nicht aber in Kanada.
Eigenartigerweise wies diese Maschine verschiedene Merkmale auf, die von den Verantwortlichen im britischen Luftfahrtministerium bisher strikt abgelehnt worden waren. Bereits seit Mai 1926 war das Luftfahrtministerium jedoch im Besitz einer Fokker F.VII/b3m, die seinerzeit spektakulär abgeliefert worden war. Der Fokker-Cheftestpilot hatte kurz vor der Landung einen Looping vollführt und die Anwesenden damit beeindruckt. Da auch sämtliche Tests dieser Maschine beim Luftfahrtministerium zufriedenstellend verlaufen waren, ebnete dies den Weg für den Lizenzbau der Fokker bei Avro.
Die Lizenzversion von Avro war im Großen und Ganzen baugleich mit dem Vorbild und unterschied sich lediglich in Details von der Maschine von Fokker, um die britischen Bestimmungen zu erfüllen. Der Öffentlichkeit präsentierte Avro das neue Modell bei der „Olympia Aero Show“ in London im Juli 1929.

## Konstruktion
Bei der Avro 618 Ten handelte es sich um einen Hochdecker, die Tragfläche war sperrholzbeplankt. Der Rumpf bestand aus einer stoffbespannten Stahlrohrkonstruktion. Einer der drei Motoren war in der Rumpfnase eingebaut, die beiden anderen Triebwerke hingen unter den Tragflächen. Das nicht einziehbare Fahrwerk bestand aus einem gefederten zweirädrigen Hauptfahrwerk und einem starren Hecksporn.
Die Maschine wurde von drei je 179 kW (243 PS) leistenden Armstrong-Siddeley-Lynx-IVB-Reihenmotoren angetrieben.

## Nutzung
Gebaut wurden von der Avro 618 insgesamt 14 Maschinen, davon fünf Stück als Erstausstattung für den Liniendienst der von dem australischen Flugpionier Sir Charles Kingsford Smith 1929 neugegründete Fluggesellschaft Australian National Airways Ltd. Getauft wurden die Flugzeuge auf die Namen Southern Cloud, Southern Moon, Southern Sky, Southern Star und Southern Sun. Ab April 1931 nahmen diese Maschinen beim ersten Test der geplanten Luftpostverbindung England-Australien teil. Einer der Piloten war James Allan Mollison, der spätere Ehemann der Luftfahrtpionierin Amy Johnson.
Da die australischen Linien jedoch schnell in wirtschaftliche Schwierigkeiten gerieten, waren die Tens innerhalb kurzer Zeit bei verschiedenen Gesellschaften in Betrieb. Eine Maschine wurde umgebaut, die Zelle wurde verstärkt, sie erhielt größere Tragflächen und stärkere Motoren, 246 kW (335 PS) leistende Wright Whirlwind J6-7. Das auf den Namen „Faith in Australia“ getaufte Flugzeug sollte eine Weltumrundung durchführen; dieses Vorhaben wurde jedoch auf Grund von Problemen mit den Motoren und eines gebrochenen Fahrwerks abgebrochen, als die Maschine England erreichte. Nach der Reparatur und einem Umbau im Avro-Werk wurde die Maschine zurück nach Australien geflogen und stellte dabei mit einer Zeit von 6 Tagen, 17 Stunden und 45 Minuten einen neuen Weltrekord für diese Strecke auf.
In der Folgezeit zeigten die Avro 618 Tens solide Leistungen bei den verschiedensten Fluggesellschaften, eine Maschine wurde auch von der ägyptischen Luftwaffe verwendet.
Die letzte noch in Australien flugfähige Ten – die Faith in Australia – war bei Flüchtlings-Evakuierungsflügen in Neuguinea im Jahr 1941 beteiligt.
Die letzte Maschine wurde am 27. Juli 1937 an das Wireless And Equipment Flight des Royal Aircraft Establishment für Testzwecke abgegeben; dort war sie nur drei Monate bis zum Oktober 1937 im Einsatz.

## Militärische Nutzung
Ägypten
- Ägyptische Luftstreitkräfte

 Vereinigtes Königreich
- Royal Air Force

## Technische Daten
| Kenngröße                     | Daten |
| ----------------------------- | --- |
| Besatzung                     | 2 |
| Passagiere                    | 8 |
| Länge                         | 14,48 m |
| Höhe                          | 3,89 m |
| Spannweite                    | 21,72 m (Faith in Australia: ca. 22,90 m) |
| Flügelfläche                  | 71,75 m² |
| Leermasse                     | 2731 kg |
| max. Startmasse (vollgetankt) | 4808 kg (Faith in Australia: 7257 kg) |
| Antrieb                       | drei Reihenmotoren Armstrong-Siddeley Lynx-IVB- oder -IVC, je 179 kW (243 PS) Faith in Australia: drei Wright J6-7 Whirlwind, je 246 kW (335 PS) |
| Höchstgeschwindigkeit         | 185 km/h |
| Reisegeschwindigkeit          | 161 km/h |
| Steigleistung                 | 206 m/min |
| Dienstgipfelhöhe              | 4875 m |
| Reichweite                    | 645 km |